# Проспект Жибек-Жолу
Проспе́кт Жибе́к-Жолу́ (кирг. Жибек-Жолу проспекти) — одна из главных магистралей Бишкека — столицы Кыргызстана.

## География
Проспект проходит с востока на запад по территории Свердловского, Первомайского и Ленинского районов столицы, пересекая практически весь её центр параллельно главному в городе проспекту Чуй. Начинается от перекрёстка улицы Лермонтова и проспекта Победы на границе Бишкека и пригородного села Лебединовка Аламудунского района Чуйской области. Пересекает улицы Курманджан Датки, Суюмбаева, Ибраимова, Абдрахманова, бульвар Эркиндик, улицу Тоголок Молдо, проспект Манаса, и несколько других важных магистралей. Проходит по мостам над реками Аламедин и Ала-Арча, заканчивается у улицы Фучика. Длина проспекта составляет немногим более 8 километров.

## История
Дорога на месте современного проспекта известна с середины 1860-х годов как часть Ташкентского тракта. К концу века получила название Ташкентская улица. До революции вдоль сегодняшнего проспекта располагались коннопочтовая станция (позднее — почтово-телеграфная контора), баня, гостиницы, мужская гимназия, мечеть с медресе и глинобитные жилые дома. В 1938 году улица была переименована в честь В. И. Ленина, в 1960 году получила статус проспекта с сохранением названия. В 1974 году проспект был переименован в честь 50-летия Киргизской ССР, а его старое название — проспект Ленина — отошло к современному проспекту Чуй. После получения Кыргызстаном независимости проспект был переименован в Жибек-Жолу (кирг. Жибек жолу — «Шёлковый путь»).

## Застройки
- дом 150/1 — Аламединский рынок
- дом 263 — Восточный автовокзал
- дом 264 — Центральная мечеть (Бишкек)
- дом 322 — Государственный комитет национальной безопасности Киргизской Республики
- дом 348 — Первомайская районная администрация города Бишкек
- дом 497 — Воскресенский собор (кафедральный собор Бишкекской и Киргизской епархии Русской православной церкви)